# 1850 na literatura

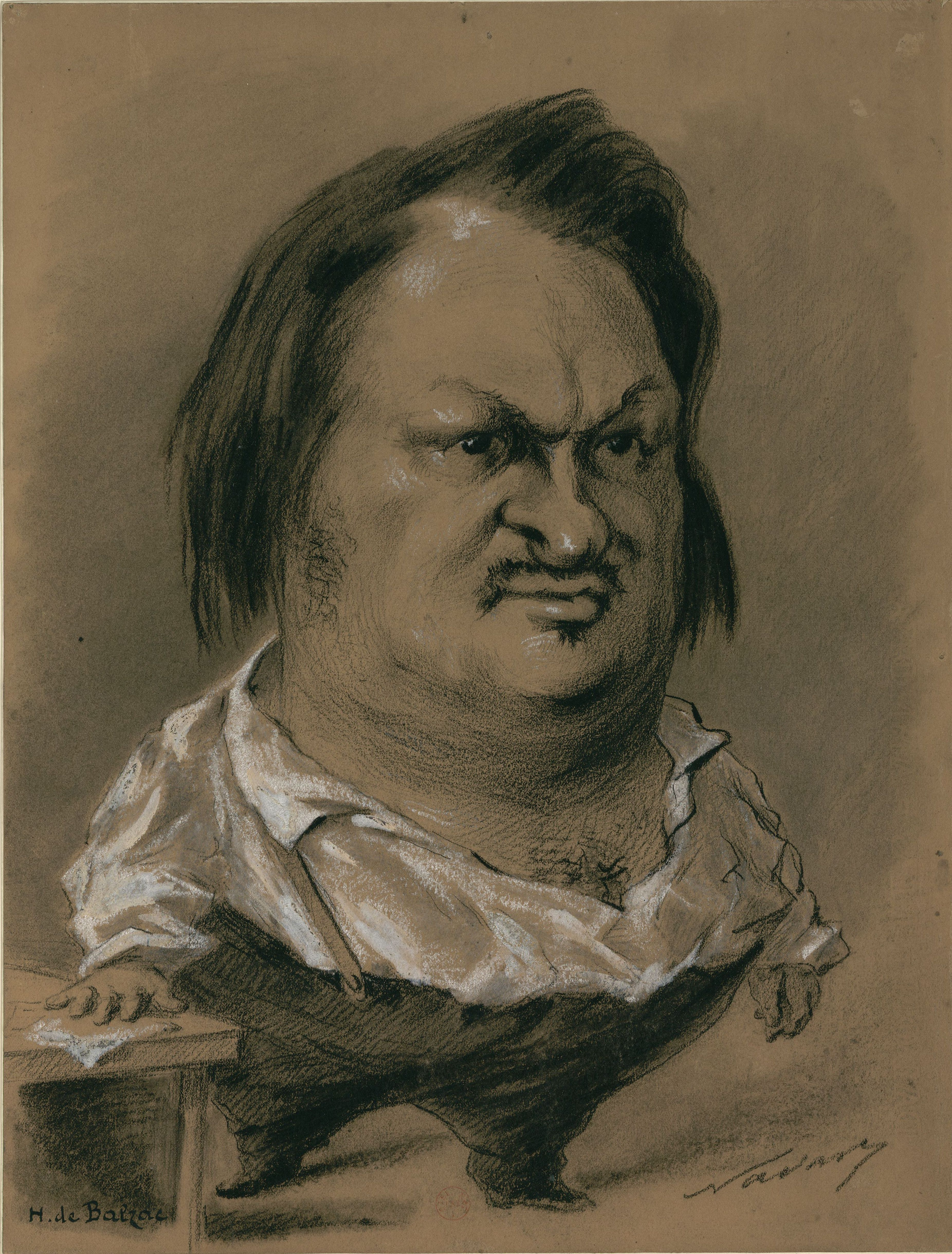
Caricatura de Honoré de Balzac, por Nadar, em 1850, ano da morte do escritor francês fundador do Realismo na literatura moderna

## Nascimentos
| Data           | Nome                   | Profissão                                                               | Nacionalidade                              | Observações | Ref |
| -------------- | ---------------------- | ----------------------------------------------------------------------- | ------------------------------------------ | ----------- | --- |
| 26 de março    | Edward Bellamy         | escritor                                                                | Estados Unidos                             | m. 1898     |     |
| 27 de junho    | Lafcádio Hearn         | escritor                                                                | Japão                                      | m. 1904     |     |
| 3 de julho     | Alfredo Keil           | compositor de música, pintor, poeta, arqueólogo e coleccionador de arte | Reino Unido de Portugal, Brasil e Algarves | m. 1907     |     |
| 5 de agosto    | Guy de Maupassant      | escritor                                                                | França                                     | m. 1893     |     |
| 17 de setembro | Guerra Junqueiro       | escritor                                                                | Reino Unido de Portugal, Brasil e Algarves | m. 1923     |     |
| 13 de novembro | Robert Louis Stevenson | escritor                                                                | Inglaterra                                 | m. 1894     |     |

## Mortes
| Data         | Nome             | Profissão | Nacionalidade | Observações | Ref |
| ------------ | ---------------- | --------- | ------------- | ----------- | --- |
| 18 de agosto | Honoré de Balzac | escritor  | França        | n. 1799     |     |